# Kurdistan Airlines
Kurdistan Airlines es una aerolínea árabe con base en los Emiratos Árabes Unidos.

## Historia
El primer vuelo de Kurdistan Airlines (Commercial Office of Kurdistan Region Iraq (L.L.C)) aterrizó en Arbil, Kurdistán Iraquí, Irak el 21 de julio de 2005 a las 10:30 a. m. (0630 GMT) transportando a 46 ejecutivos iraqis y kurdos desde Dubái, Emiratos Árabes Unidos.
El establecimiento del nombre de Kurdistan Airlines fue anunciado en nota de prensa el 2 de agosto de 2005 por la Oficina Comercial de Kurdistán en la región de Irak en Dubái, Emiratos Árabes Unidos.
El 7 de agosto de 2005 Dnata Agencies, fue elegido como soporte de ventas (GSA) para Kurdistan Airlines en el Golfo.
El primer vuelo de Kurdistan Airlines, voló desde Frankfurt a Erbil llegando al aeropuerto de Erbil a las 6:30 a. m. del 20 de septiembre de 2005 con cuarenta pasajeros a bordo.
El 14 de julio de 2006 se anunció que un avión de Kurdistan Airlines fue retenido en el Aeropuerto Internacional Rafic Hariri Beirut, Líbano durante el conflicto israelí-libanés en agosto de 2006.

## Sede
La sede de la compañía está ubicada en el Centro Warba en Dubái, Emiratos Árabes Unidos.

## Flota
La flota de Kurdistan Airlines se compone de las siguientes aeronaves (En enero de 2008):
- 2 Boeing 737-100